# Peter Gotthardt
Peter Gotthardt (* 22. August 1941 in Leipzig) ist ein deutscher Komponist, Musiker und Verleger. Einem breiten Publikum sind die von ihm komponierten Filmmelodien (insgesamt mehr als 500) bekannt, darunter auch große Erfolge wie die von den Puhdys gespielten Stücke Wenn ein Mensch lebt und Geh zu ihr aus dem DEFA-Spielfilm Die Legende von Paul und Paula von Heiner Carow.

## Leben
Seine Eltern waren Felix Rudolf Gotthardt und dessen Ehefrau Gertrud Martha, geborene Meding. Nach dem musikalischen Fachabitur studierte Gotthardt von 1961 bis 1966 an der Hochschule für Musik „Hanns Eisler“ Berlin die Fächer Klavier, Korrepetition, Dirigieren und Komponieren. 1965 verfasste er seine erste Komposition für einen Dokumentarfilm von Winfried Junge. Ein Jahr später schrieb er sein erstes Orchesterwerk. 1968 begann eine erste Zusammenarbeit für den DEFA-Film Die Russen kommen mit Heiner Carow, aus der in den folgenden Jahren fünf gemeinsame Filme hervorgingen. Von 1975 bis 1976 war er auch Chef für Schauspielmusik am Volkstheater Rostock.
Seit 1976 arbeitet er als freiberuflicher Komponist. 1991 gründete er seinen eigenen Musikverlag und hat danach auch verschiedene Kompositionen für Industriefilme verfasst. 2018 erhielt er den Ehrenpreis des Deutschen Filmmusikpreises.
Gotthardt lebt seit 1975 in Berlin-Mahlsdorf.

## Auszeichnungen
- 1985: Kunstpreis der DDR
- 1990: Ernst-Reuter-Preis für Originalton-Hörspiel Ich schlage vor, den Beifall kurz zu halten[3]
- 2018: Ehrenpreis des Deutschen Filmmusikpreises für sein Lebenswerk[4]

## Tonträger
- Lovedreams. Filmmusiken von Peter Gotthardt. VEB Deutsche Schallplatten Berlin/Amiga 856 270, 1987

## Filmmusik
- 1958: Unser Sandmännchen (TV)
- 1965: Studentinnen – Eindrücke von einer Hochschule
- 1967: Der tapfere Schulschwänzer
- 1968: Mit beiden Beinen im Himmel – Begegnung mit einem Flugkapitän
- 1971: Die Russen kommen
- 1971: Albrecht Dürer 1471 – 1528
- 1971: Karriere
- 1972: Einberufen
- 1973: Der kleine Kommandeur
- 1973: Ich bin ein Junger Pionier
- 1973: Die Legende von Paul und Paula
- 1974: Polizeiruf 110: Per Anhalter (TV-Reihe)
- 1974: Polizeiruf 110: Kein Paradies für Elstern (TV-Reihe)
- 1974: Liebe mit 16
- 1974: Kriminalfälle ohne Beispiel: Nach Abpfiff Mord (TV-Reihe)
- 1974: … verdammt, ich bin erwachsen
- 1974: Polizeiruf 110: Der Tod des Professors (TV-Reihe)
- 1975: Blumen für den Mann im Mond
- 1975: Polizeiruf 110: Die Rechnung geht nicht auf (TV-Reihe)
- 1976: Auf der Suche nach Gatt (TV)
- 1976: Ohne Märchen wird keiner groß (TV)
- 1976: Polizeiruf 110: Reklamierte Rosen (TV-Reihe)
- 1976: Die Lindstedts (TV-Serie)
- 1977: Berliner in Pankow
- 1977: Gut gemeinter Zuruf oder Das Kleefest
- 1977: Ikarus
- 1977: Heimweh nach Rügen oder Gestern noch war ich Köchin
- 1977: Die Verführbaren (TV)
- 1977: Trampen nach Norden
- 1978: Brandstellen
- 1978: Sieben Sommersprossen
- 1978: Das Tal von Hadramaut
- 1978: Hummelflug
- 1979: Hier wo ich lebe
- 1979: Kennst du das Land… Eine politische Revue (Dok.-film)
- 1979: Bis daß der Tod euch scheidet
- 1979: Schneeweißchen und Rosenrot
- 1979: Der Garten Eden
- 1980: Die Matrosen von Cattaro (Kotorski mornari)
- 1980: Solo für Martina (TV)
- 1981. Vivos voco – Ich rufe die Lebenden (Kurzdokumentarfilm)
- 1981: Adel im Untergang (TV)
- 1981: Liebster Dziodzio (Dokumentarfilm)
- 1981: Trompeten-Anton (TV)
- 1982: Polizeiruf 110: Petra (TV-Reihe)
- 1982: Polizeiruf 110: Im Tal (TV-Reihe)
- 1982: Das Mädchen und der Junge (TV)
- 1983: Seiten einer Chronik (TV)
- 1983: Angelika aus Mexiko
- 1983: Insel der Schwäne
- 1984: Nachhilfe für Vati (1984) (TV)
- 1984: Flieger (TV)
- 1984: Die Witwe Capet (TV)
- 1984: Rublak – Die Legende vom vermessenen Land
- 1984: Überfahrt (TV)
- 1984: Wo andere schweigen
- 1984: Ich liebe Victor (TV)
- 1984: Polizeiruf 110: Schwere Jahre (1. Teil) (TV-Reihe)
- 1984: Polizeiruf 110: Schwere Jahre (2. Teil) (TV-Reihe)
- 1985: Das gestohlene Gesicht
- 1985: Polizeiruf 110: Ein Schritt zu weit (TV-Reihe)
- 1986: Der Staatsanwalt hat das Wort: Ein todsicherer Tip (TV-Reihe)
- 1986: Schauspielereien: Berührungspunkte (TV-Reihe)
- 1986: Mönch ärgere dich nicht (TV)
- 1986: Schauspielereien: Zimmer 418 (TV-Reihe)
- 1987: Mensch Hermann (Fernsehserie, 6 Folgen)
- 1987: Käthe Kollwitz – Bilder eines Lebens
- 1987: Einzug ins Paradies (TV-Serie, 6 Folgen)
- 1987: Jan Oppen (TV)
- 1987: Der Staatsanwalt hat das Wort: Ich werde dich nie verraten (TV-Reihe)
- 1988: Der Staatsanwalt hat das Wort: Zerschlagene Liebe (TV-Reihe)
- 1988: Gabriel komm zurück (TV)
- 1988: Thomas Müntzer
- 1988: Der Staatsanwalt hat das Wort: Da mach’ ich nicht mit (TV-Reihe)
- 1988: Lieb Georg (TV)
- 1988: Der Staatsanwalt hat das Wort: Wo mich keiner kennt (TV-Reihe)
- 1989: Polizeiruf 110: Mitternachtsfall (TV-Reihe)
- 1989: Schauspielereien: Auf den zweiten Blick (TV-Reihe)
- 1989: Der Staatsanwalt hat das Wort: Blaue Taube soll fliegen (TV-Reihe)
- 1990: Der Staatsanwalt hat das Wort: Hallo Partner (TV-Reihe)
- 1990: Alter schützt vor Liebe nicht (Fernsehfilm)
- 1997: Der Hauptmann von Köpenick (TV)
- 2003: Ewige Schönheit
- 2005: Die Hitlerkantate
- 2008: Kategorie C – Der Film

## Hörspielmusik
- 1988: Thomas Rosenlöcher: Das Gänseblümchen – Regie: Werner Grunow (Kinderhörspiel – Rundfunk der DDR)
- 1992: Clemens Brentano: Die Mährchen vom Rhein und dem Müller Radlauf – Regie: Peter Groeger (Kinderhörspiel – DS Kultur)
- 1993: Ádám Bodor: Die Außenstelle – Regie: Peter Groeger (Hörspiel – MDR/ORF)